# Берд-Айленд (тауншип, Миннесота)
Берд-Айленд (англ. Bird Island) — тауншип в округе Ренвилл, Миннесота, США. На 2000 год его население составило 269 человек.

## География
По данным Бюро переписи населения США площадь тауншипа составляет 85,4 км², из которых 85,4 км² занимает суша, водоёмов нет.

## Демография
По данным переписи населения 2000 года здесь находились 269 человек, 92 домохозяйств и 69 семей.  Плотность населения —  3,1 чел./км².  На территории тауншипа расположено 94 построек со средней плотностью 1,1 построек на один квадратный километр. Расовый состав населения: 97,40 % белых, 0,74 % коренных американцев, 0,37 % — других рас США и 1,49 % приходится на две или более других рас. Испанцы или латиноамериканцы любой расы составляли 7,06 % от популяции тауншипа.
Из 92 домохозяйств в 41,3 % воспитывались дети до 18 лет, в 64,1 % проживали супружеские пары, в 3,3 % проживали незамужние женщины и в 25,0 % домохозяйств проживали несемейные люди. 20,7 % домохозяйств состояли из одного человека, при том 9,8 % из — одиноких пожилых людей старше 65 лет. Средний размер домохозяйства — 2,92, а семьи — 3,39 человека.
34,9 % населения — младше 18 лет, 4,8 % — в возрасте от 18 до 24 лет, 30,1 % — от 25 до 44, 21,2 % — от 45 до 64, и 8,9 % — старше 65 лет. Средний возраст — 34 года. На каждые 100 женщин приходилось 106,9 мужчин.  На каждые 100 женщин старше 18 приходилось 110,8 мужчин.
Средний годовой доход домохозяйства составлял 42 083 доллара, а средний годовой доход семьи —  48 750 долларов. Средний доход мужчин —  34 688  долларов, в то время как у женщин — 22 500. Доход на душу населения составил 23 826 долларов. За чертой бедности не находилась ни одна семья и 0,9 % всего населения тауншипа.